# Santuario del Santo Hermano Pedro (Vilaflor)
El santuario del Santo Hermano Pedro es un templo de peregrinación que se encuentra en el municipio de Vilaflor, en el sur de la isla de Tenerife (Islas Canarias, España). El Santuario está dedicado a San Pedro de San José Betancur, Primer Santo Canario.

## Historia
En el lugar del Santuario se encontraba la casa natal del Santo Hermano Pedro, la cual no se había conservado aunque sí su localización exacta.
En palabras de Fray José Moreira, uno de los biógrafos del Hermano Pedro:

...que la casa de los padres del venerable Hermano Pedro, en el lugar de Chasna y Vilaflor, estaba en las espaldas de la parroquia de S. Pedro...

La historia del templo comienza en 1776 con la llegada de la rama masculina de los Betlemitas, quienes iniciaron la construcción de un templo en el lugar exacto en el que nació el Santo Canario. Pero debido a las reformas políticas realizadas en el siglo XIX en España, el templo quedó inacabado.
En 1981 con la llegada de las Hermanas Betlemitas se prosiguió el proyecto, reanudándose los trabajos en 1991. El Santuario fue terminado definitivamente el 28 de abril de 2002, día en que fue bendecido por el obispo de la Diócesis de Tenerife, Monseñor Felipe Fernández García.

## Características

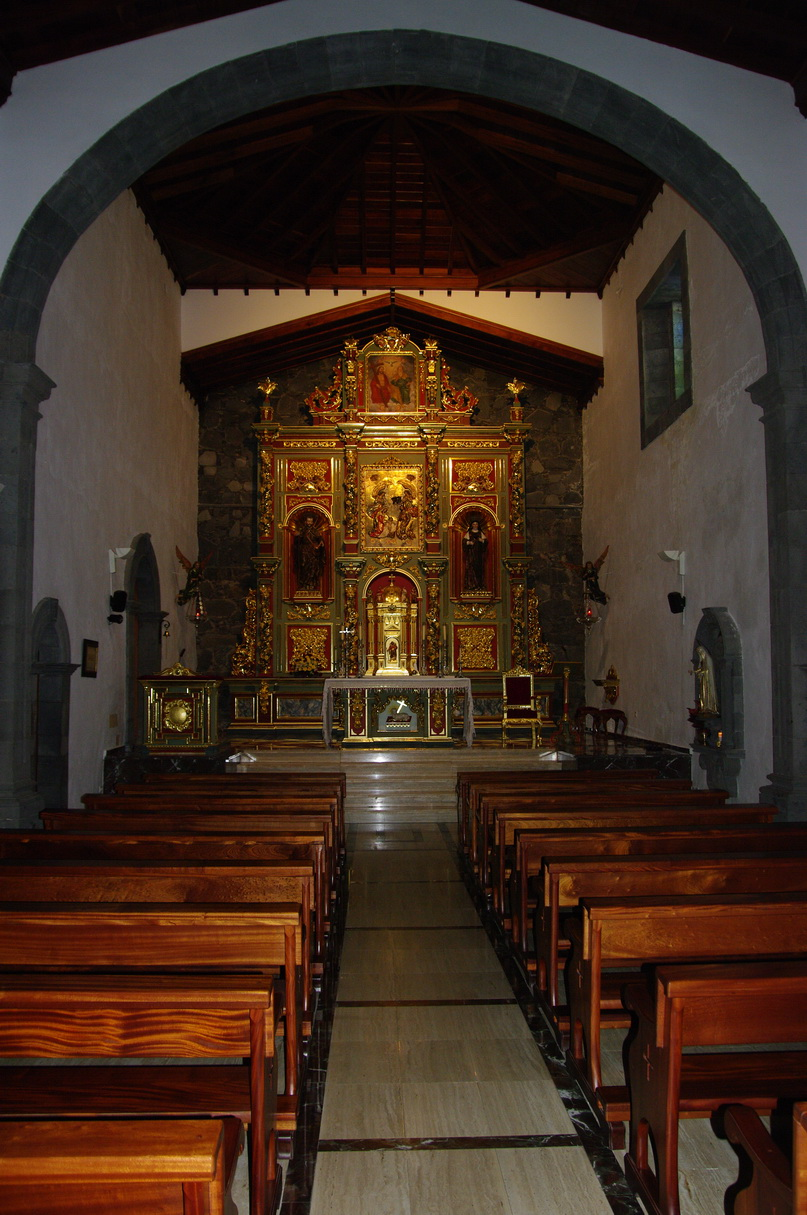
Interior del Santuario.

Es uno de los tres grandes santuarios de peregrinación dedicados al culto al Hermano Pedro, junto a la propia Cueva del Santo cerca de El Médano (en donde se refugiaba con el ganado durante el invierno) y la Iglesia de San Francisco el Grande en La Antigua Guatemala, lugar en donde se encuentra su tumba.
En este templo se encuentra la reliquia de una vértebra del Santo y la campana que él utilizaba para convocar a los fieles. En el altar mayor se encuentran las imágenes del Santo Hermano Pedro y de la beata guatemalteca María Encarnación Rosal, reformadora de las Hermanas Betlemitas. En la parte central del retablo se encuentra en altorrelieve la escena de la Natividad de Jesús en Belén, tema central de la espiritualidad Betlemita.
Se trata de un templo de una sola nave que tiene adosado un convento regentado por las citadas Hermanas Betlemitas. El templo está realizado enteramente en cantería y se encuentra justo detrás de la Parroquia Matriz de San Pedro Apóstol en el corazón de la localidad.
Precisamente desde la Iglesia de San Pedro parte el llamado "Camino del Hermano Pedro", que es una ruta pastoril que el Santo recorría para trasladarse con su rebaño a lo largo de la comarca de Chasna, esta ruta lleva hasta la Cueva del Santo Hermano Pedro. Actualmente durante la festividad del Santo en abril, cientos peregrinos recorren esta ruta que tiene un gran interés religioso-histórico.